# Thông Limber

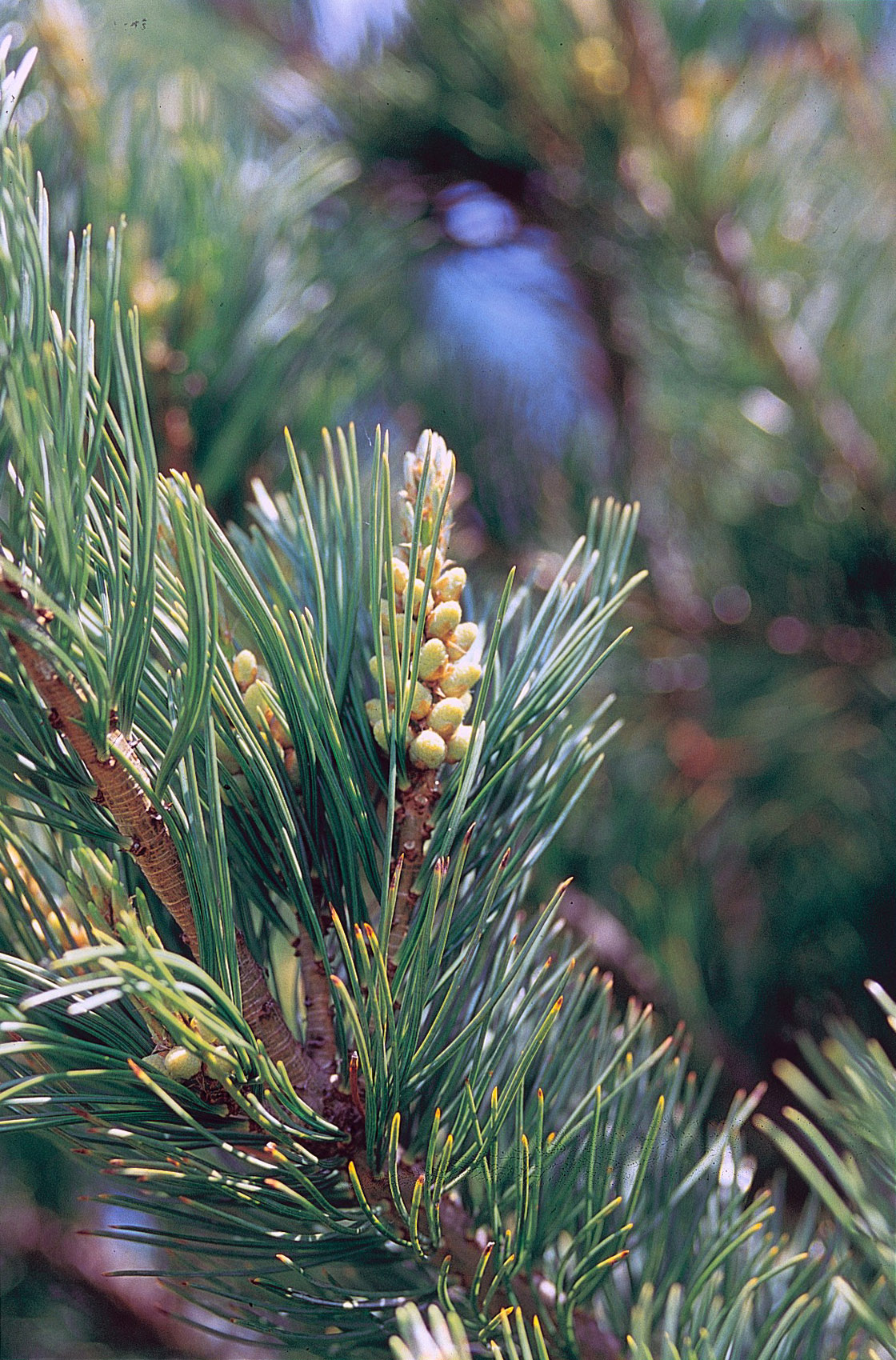
Pinus flexilis

Thông Limber (danh pháp hai phần: Pinus flexilis); thuộc họ Pinaceae) là một loài thông có trong khu vực miền núi ở miền tây Hoa Kỳ và Canada, đặc biệt là các khu vực cận kề núi cao của dãy núi Rocky từ tây nam Alberta kéo dài về phía nam tới biên giới México; các dãy núi trong Đại Lòng Chảo (Great Basin) ở Nevada và Utah; dãy núi White, sườn đông của Sierra Nevada và dãy núi San Bernardino ở California với quần thể nhỏ đứt đoạn tại Black Hills ở Nam Dakota. Loài này được E.James miêu tả khoa học đầu tiên năm 1824.

## Mô tả

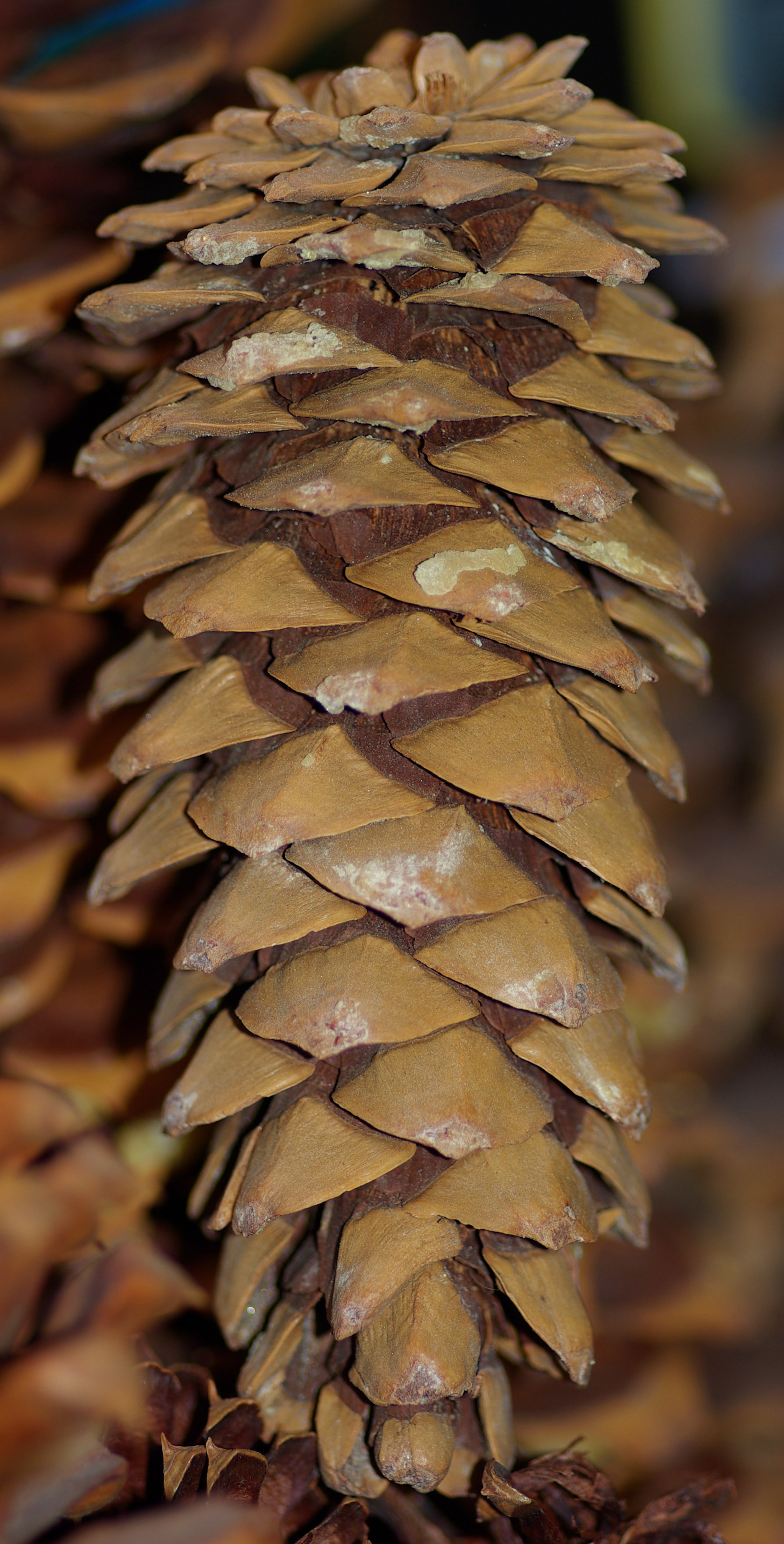
Nón thông Limber từ dãy núi San Jacinto.

Nó là loài thông của vùng có độ cao lớn, thông thường nó đánh dấu đường giới hạn cây thân gỗ hoặc cùng với thông vỏ trắng hay thông nón cứng hoặc thông Lodgepole tạo ra đường này. Trong các điều kiện thích hợp, nó có thể cao tới 20 m, đôi khi tới 25 m, nhưng tại các khu vực giáp đường giới hạn cây thân gỗ thì nó chỉ cao 5–10 m.
Thông Limber là thành viên của nhóm thông trắng (phân chi Strobus) trong chi Pinus, và giống như mọi thành viên khác của nhóm này, các lá kim mọc thành chùm (bó) gồm 5 lá, với vỏ bao sớm rụng. Đây là đặc trưng để phân biệt nó với thông Lodgepole với chỉ 2 lá kim trong một bó, và thông nón cứng với 5 lá kim/bó nhưng các vỏ bao bền lâu hơn.
Phân biệt thông Limber với thông vỏ trắng là khó khăn hơn do chúng cùng nhóm thông trắng nên chỉ có thể phân biệt bằng hình thái nón. Ở thông Limber thì các nón dài 6–12 cm, màu xanh lục khi non, các vảy không dễ gãy và mở ra để giải phóng hạt trong khi ở thông vỏ trắng thì các nón dài 4–7 cm, màu tía sẫm khi non và không mở ra khi khô đi, nhưng dễ vỡ và được chim tha đi để phát tán hạt. Thông vỏ trắng gần như không bao giờ có các nón già còn nguyên vẹn trên cây, trong khi thông Limber lại thường xuyên có.
Khi không có các nón, rất khó phân biệt nó với thông trắng miền tây cũng có mặt ở miền bắc dãy núi Rocky và sườn đông Sierra Nevada. Đặc điểm hữu ích nhất để phân biệt là các lá kim của thông Limber là nguyên vẹn (cảm giác trơn nhẵn khi cọ xát nhẹ nhàng theo cả hai chiều), trong khi các lá kim của thông trắng miền tây là có khía răng cưa mịn (cảm giác thô ráp khi cọ xát nhẹ nhàng từ đỉnh tới đế lá). Các lá kim của thông Limber thường cũng ngắn hơn (4–7 cm), trong khi ở thông trắng miền tây là 5–10 cm.
Tại Arizona và New Mexico, thông Limber khác với các quần thể xa hơn về phía bắc. Các quần thể này, thường biết đến với tên gọi thông trắng tây nam, đôi khi được coi là một thứ (Pinus flexilis var. reflexa), nhưng thông thường được coi là loài riêng biệt, hoặc là dưới danh pháp (chính xác) Pinus reflexa, hoặc (lộn xộn với thông trắng Chihuahua ở Mexico) sai lầm dưới danh pháp Pinus strobiformis (danh pháp này chính xác là của thông trắng Chihuahua). Thông trắng tây nam khác thông Limber điển hình ở chỗ là cây thân gỗ lớn hơn, cao tới 25–35 m với các lá kim dài hơn (6–11 cm) với các dải khí khổng màu trắng rõ hơn ở mặt trong của lá kim và hơi có khía răng cưa về phía đỉnh của lá kim. Các nón của nó cũng to hơn, thông thường dài 10–20 cm. Nó khác với thông Chihuahua thật sự (Pinus strobiformis) ở chỗ các lá kim không khía răng cưa trọn vẹn và các nón nhỏ hơn (15–25 cm ở P. strobiformis), các vảy nón ngắn hơn và hạt nhỏ hơn. Rất có thể Pinus reflexa là cây lai ghép tự nhiên giữa Pinus flexilis và Pinus strobiformis. Các khu vực tiêu biểu của các loài này là:

Pinus flexilis: đỉnh Pikes, Colorado

Pinus reflexa: dãy núi Santa Catalina 40 km về phía đông của Tucson, Arizona 

Pinus strobiformis: Cusihuiráchic, 90 km về phía tây nam của thành phố Chihuahua ở miền nam bang Chihuahua, México.
Thông Limber là nguồn thức ăn quan trọng của một số loài, như sóc thông và chim bổ hạt Clark. Gấu đen Bắc Mỹ cũng có thể cướp phá các kho tích trữ của sóc để lấy hạt thông Limber. Sóc và gõ kiến đốm Bắc Mỹ (Colaptes auratus) cùng chim xanh miền núi (Sialia currucoides) thường làm tổ trên cây thông Limber.
Thông Limber dễ bị nấm gỉ sắt phồng rộp thông trắng (Cronartium ribicola) tấn công. Tỷ lệ chết vì bệnh này là khá cao tại nhiều khu vực trong vùng sinh trưởng của nó, ngoại trừ Arizona.
Giống cây trồng phổ biến Vanderwolf's Pyramid được buôn bán tại Mỹ như là cây tạo cảnh quan, được tạo ra từ Pinus reflexa, nhưng thường được liệt kê trong các catalog của các vườn ươm dưới tên gọi Pinus flexilis.